# Peloribates turgidus
Peloribates turgidus är en kvalsterart som beskrevs av Wen och Zhao 1994. Peloribates turgidus ingår i släktet Peloribates och familjen Haplozetidae. Inga underarter finns listade i Catalogue of Life.